# Taxeotis blechra
Taxeotis blechra là một loài bướm đêm trong họ Geometridae.